# Mériel
Mériel ist eine französische Gemeinde mit 5337 Einwohnern (Stand: 1. Januar 2022) im Département Val-d’Oise in der Region Île-de-France. Sie ist Teil des Kantons Saint-Ouen-l’Aumône im Arrondissement Pontoise. Die Einwohner werden Mériellois(es) genannt.

## Geografie
Mériel liegt in der Landschaft Vexin (Regionaler Naturpark Vexin français) am Fluss Oise, etwa 30 Kilometer nördlich von Paris.
Umgeben wird Mériel von den Nachbargemeinden L’Isle-Adam im Norden und Nordosten, Villiers-Adam im Osten und Südosten, Méry-sur-Oise im Süden und Südwesten, Auvers-sur-Oise im Südwesten und Butry-sur-Oise im Westen.
Am südöstlichen Rand der Gemeinde führt die Francilienne entlang. Der Bahnhof von Mériel liegt an der Bahnstrecke von Paris-Nord nach Persan-Beaumont.

## Geschichte

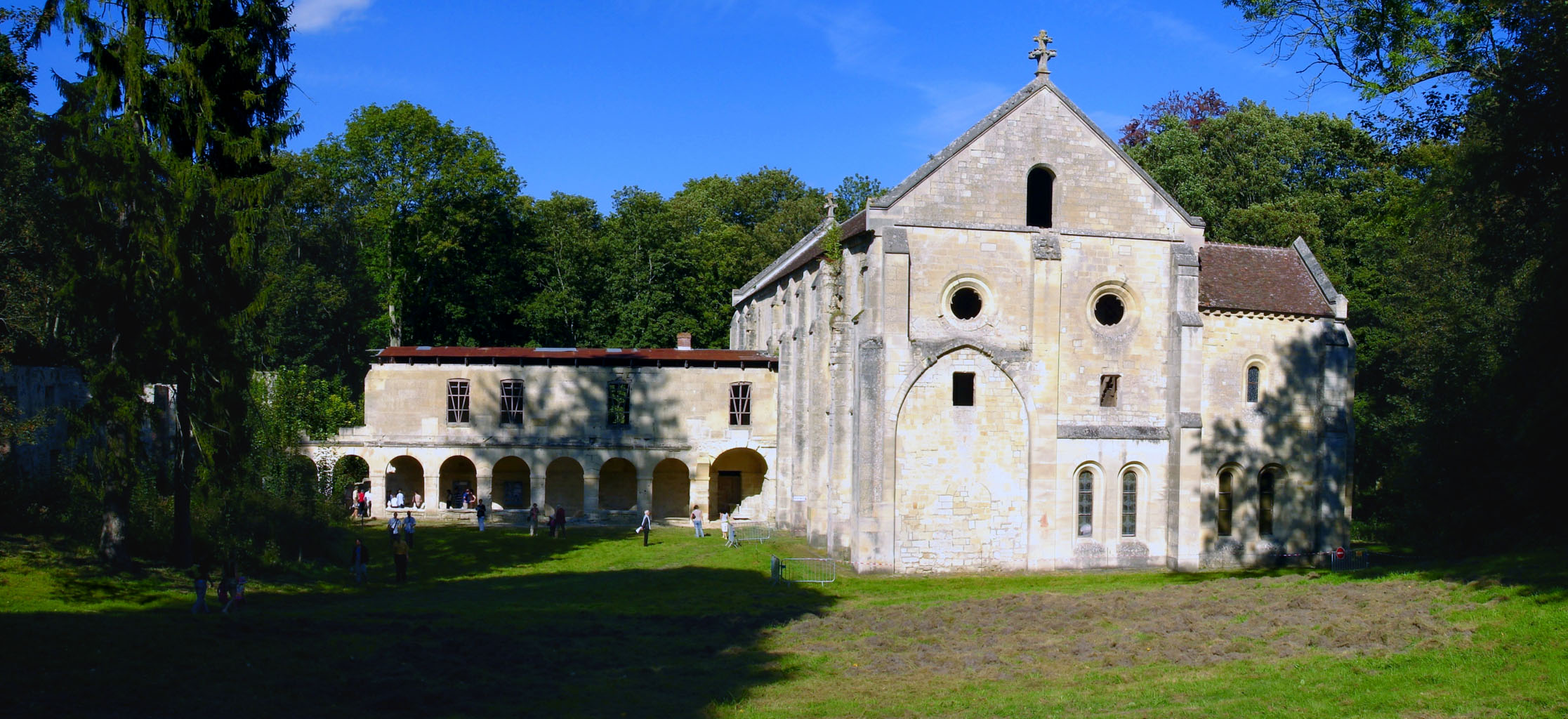
Reste des Klosters Le Val

Verbunden ist die Geschichte der Gemeinde mit der Abtei Notre Dame du Val. Das Zisterzienserkloster wurde 1125 begründet (und 1790 aufgelöst). Seit 1947/1950 stehen die Reste als Monument historique unter Schutz.
1914 wurde die Brücke über die Oise gesprengt. Die Wehrmacht ließ 1943/1944 von hier aus V1-Raketen aufsteigen.
| 1962 | 1968 | 1975 | 1982 | 1990 | 1999 | 2006 | 2011 | 2018 |
| ---- | ---- | ---- | ---- | ---- | ---- | ---- | ---- | ---- |
| 2028 | 2436 | 3115 | 3351 | 3985 | 4062 | 4376 | 4756 | 5124 |

## Sehenswürdigkeiten
- Abtei Notre-Dame du Val, 1845 zerstört,  (Monument historique)[1]
- Kirche Saint-Éloi aus dem 13. Jahrhundert

- Museum und Anwesen Jean Gabin
- Perrot-Mühle aus dem Jahre 1525

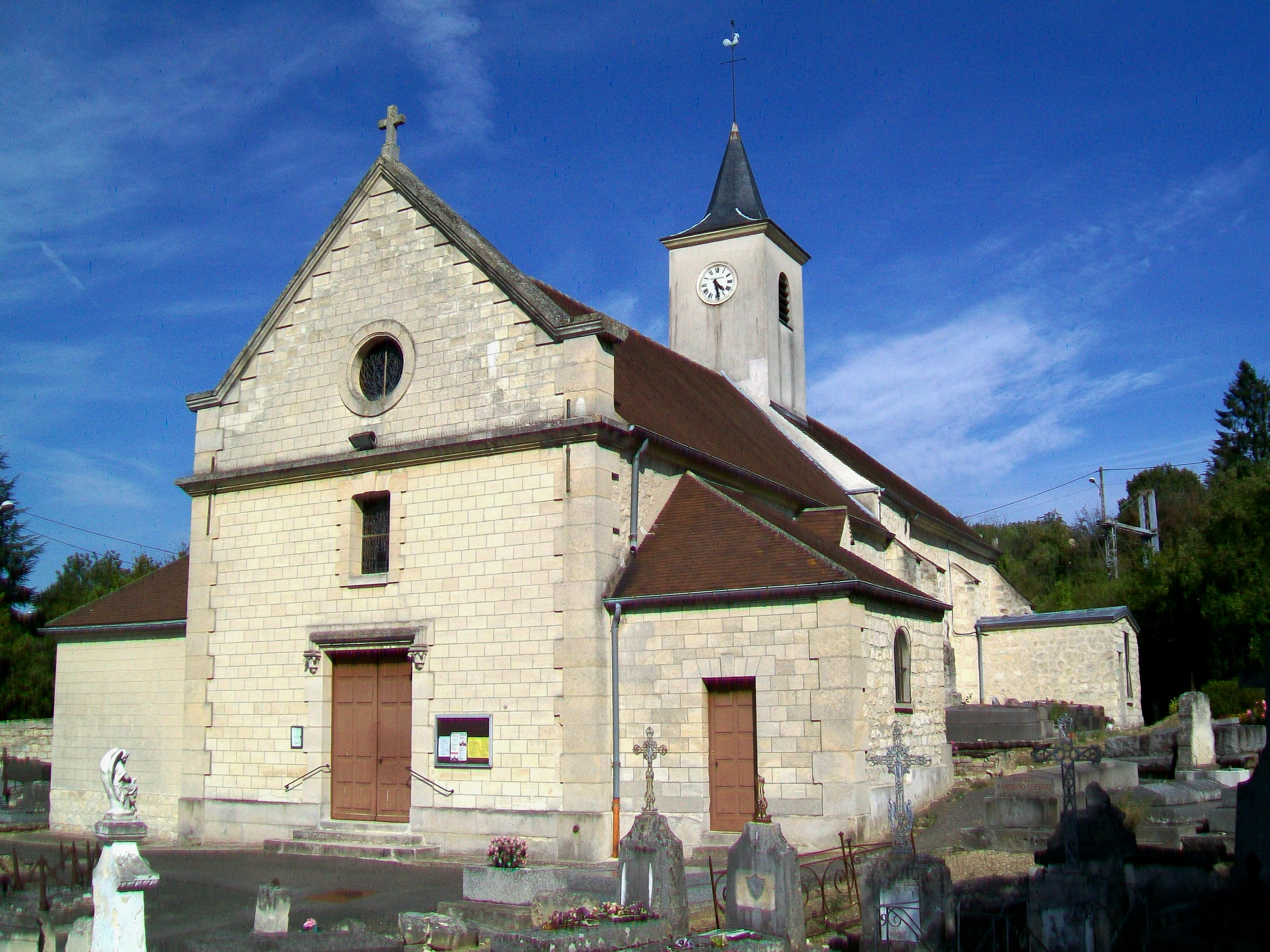
Kirche Saint-Éloi

- Domäne und Schloss Stors aus dem 18. Jahrhundert (Monument historique)[2]

## Gemeindepartnerschaften
Mit der britischen Gemeinde Llanwrtyd Wells in der Grafschaft Powys (Wales) besteht seit 2000 eine Partnerschaft.

## Persönlichkeiten
- Jean Gabin (1904–1976), Schauspieler, lebte lange in Mériel

## Nachweise
1. ↑  Monuments historiques – Notre-Dame du Val
2. ↑  Monuments historiques – Château de Stors